# 真定公主 (明朝)
真定公主（?—1450年），明朝公主。明仁宗朱高炽和李賢妃之女。
宣德四年，公主下嫁王誼。生子王瑛。 累进大长公主。景泰元年去世。